# Gradungula
Gradungula is een geslacht van spinnen uit de familie Gradungulidae. De typesoort van het geslacht is Gradungula sorenseni. De geslachtsnaam is afgeleid van de Latijnse woorden gradus (stap) en ungula (klauw) en verwijst naar de grote klauwtjes op de voorpoten, die overigens bij alle Gradungulidae voorkomen.

## Soorten
Het geslacht kent de volgende soort:
- Gradungula sorenseni Forster, 1955